# Erp (Erftstadt)
Erp ist ein Stadtteil von Erftstadt im Rhein-Erft-Kreis mit rund 2700 Einwohnern. Er liegt etwa 25 Kilometer südwestlich von Köln. Erstmalig urkundlich erwähnt wurde Erp als Erlipen im Jahre 1140, im Mittelalter gehörte der Ort zum kurkölnischen Amt und Gerichtsbezirk Lechenich. Am 1. Juli 1969 wurde es ein „Stadtteil“ der neu geschaffenen Stadt Erftstadt, einem Zusammenschluss größerer und kleinerer Orte rechts und links der Erft, und 1975 wurde diese vom Kreis Euskirchen an den neuen Erftkreis abgetreten, der 2003 in „Rhein-Erft-Kreis“ umbenannt wurde.

## Geographische Gegebenheiten

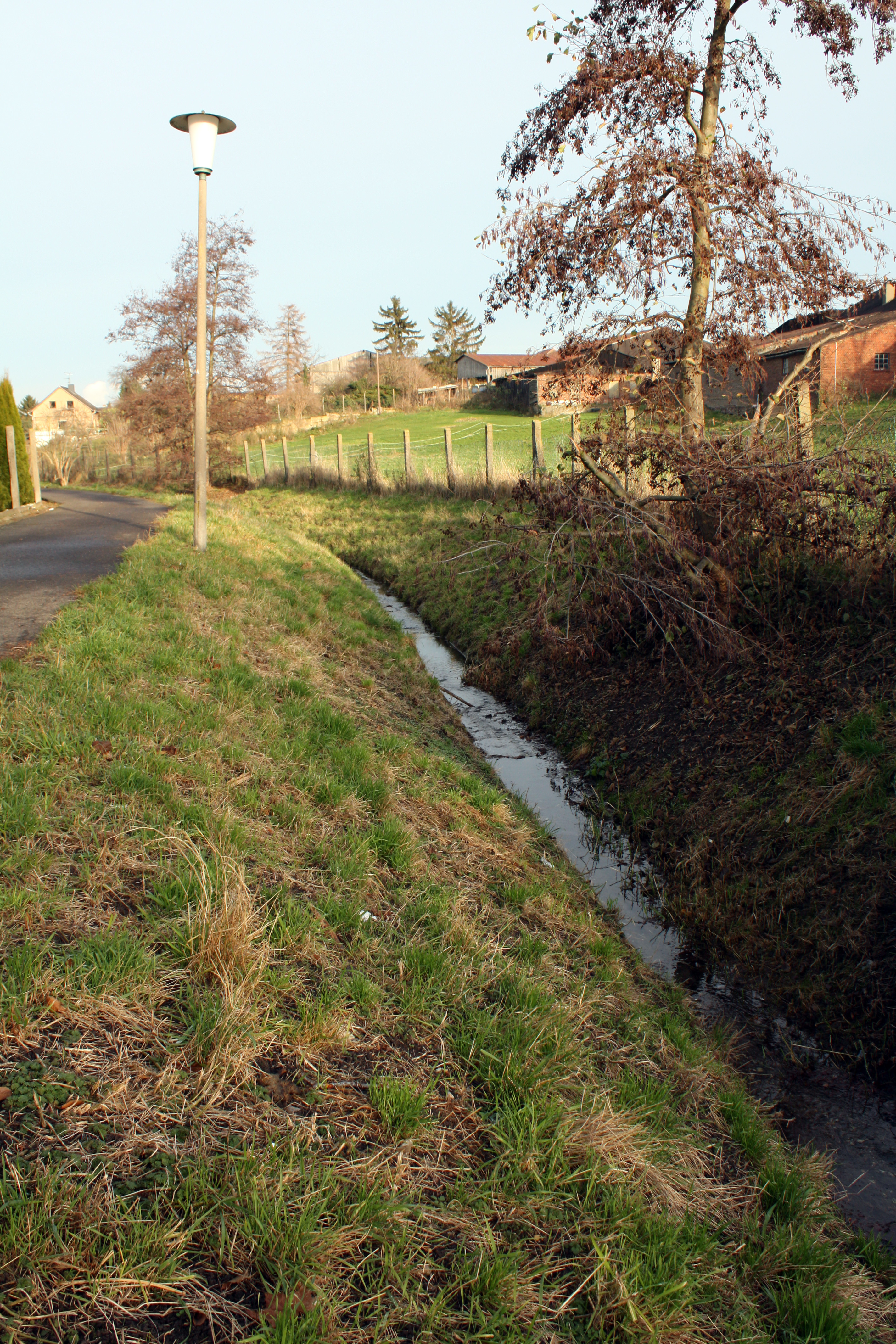
Die Erpa

Erp liegt auf einer mittleren Höhe von 125 m ü. NHN inmitten der weiten Bördenlandschaft der Zülpicher Börde. Die nahezu kreisrunde Gemarkung umfasst etwa 1630 ha. Die Ackerflächen bestehen aus guten bis sehr guten Lössböden. Nahezu die gesamte Fläche außerhalb der Ortsbebauung wird landwirtschaftlich genutzt.
Durch die Gemarkung verläuft ungefähr in Nordsüd-Richtung eine Verwerfungslinie, die sich als sichtbare Höhendifferenz von 10 bis 15 m zwischen dem östlichen und westlichen Teil der Gemarkung zeigt. Ihren markantesten Ausdruck findet sie im Ort nahe der Kirche, die gleichsam auf einem Sockel stehend das Umfeld überragt. Unter Erp liegt ein Teil des riesigen Isweiler Feldes, das mit fast 1,4 km³ eine der größten Braunkohle-Lagerstätten des Rheinischen Reviers ist, die bisher noch nicht aufgeschlossen wurde.
Durch den Ort fließt die Erpa, ein kleiner Bach, der bei Weiler in der Ebene entspringt und am Rande des Nachbarortes Ahrem in den Lechenicher Mühlengraben, einen Seitenarm des Rotbaches, mündet. Über Rotbach und die Erft fließt das Wasser der Erpa schließlich in den Rhein.

## Geschichte

### Vorgeschichte und römische Zeit

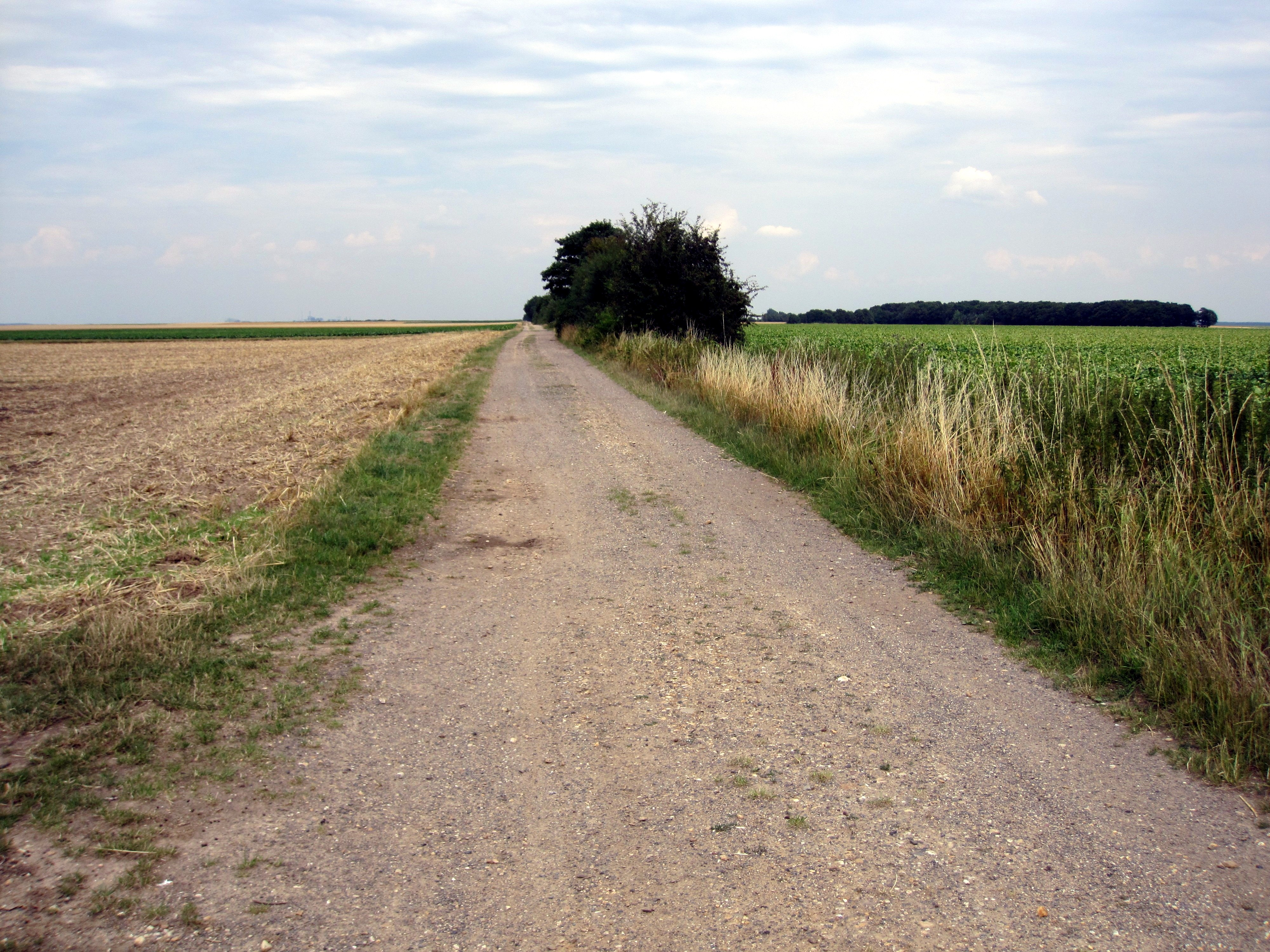
Trasse der ehemaligen Römerstraße zwischen Erp und Friesheim

Siedlungsspuren finden sich in der Erper Gemarkung bereits aus vorgeschichtlicher Zeit. Ein nordöstlich von Erp entdecktes Gräberfeld reicht in seinen Anfängen bis in die späte Bronzezeit (Hallstatt A) zurück. Die bei Erp gefundenen Keramikscherben, eine Bestattungsurne mit Leichenbrand sowie bei Luftaufnahmen entdeckte Kreisgräber konnten nach dann vorgenommenen archäologischen Untersuchungen der Latènezeit zugeordnet werden.
Zahlreiche Fundstücke aus römischer Zeit, wie Dachziegel an mehreren Grabungsstellen, Gräber mit Grabbeigaben wie: Gefäßen, Münzen, einem Erzgefäß mit Darstellungen aus der römischen Mythologie, einem korinthischen Akanthusblatt-Kapitell aus Sandstein und dem Fragment eines Kultsteins des Heilgottes Apollo Grannus lassen auf eine größere Ansiedlung schließen. Nägel und Eisenschlacken belegen einen metallverarbeitenden Betrieb, vermutlich den eines Nagelschmieds.
Ein bis heute sichtbares Relikt aus dieser Epoche ist die am südlichen Rand der Gemarkung verlaufende schnurgerade alte Römerstraße Köln-Trier, heute benannt als Agrippa-Straße Köln–Trier, deren Trasse heute noch als Feldweg benutzt wird.

### Mittelalter und Neuzeit
Nördlich des Ortes wurde ein fränkisches Gräberfeld entdeckt, ein Beleg für die Kontinuität der Besiedlung.
Aus der ersten urkundlichen Erwähnung des Ortes Erp als Erlipen im Jahre 1140 kann man auf eine Siedlung an einer Erl-apa, an einem Erlenbach, schließen.

#### Grundherrschaften
Erp gehörte im Mittelalter zum kurkölnischen Amt und Gerichtsbezirk Lechenich. Die Herren von Schleiden besaßen in Erp eine Grundherrschaft, die seit 1402 vom Kölner Erzbischof zu Lehen ging. Mittelpunkt der Grundherrschaft war der Fronhof, genannt Schleidenhof, und die zur Grundherrschaft gehörende Laurentiuskapelle.
Neben den Herren von Schleiden hatten auch das Domstift sowie das Kölner Stift St. Andreas grundherrschaftliche Rechte an einzelnen Höfen.
Spätestens seit Mitte des 13. Jahrhunderts bestand ein Fronhof des Domkapitels in Erp. Als im 18. Jahrhundert durch viele Erbteilungen die Güter der Hofleute zersplittert waren, wurden die wenigen, die noch erfasst werden konnten, zum Ahremer Fronhof des Domkapitels gerechnet.
Das Hofgericht des Stiftes St. Andreas tagte im 18. Jahrhundert noch auf dem Hahnenhof, dessen Güter jedoch nur zum Teil dem Stift gehörten.

#### Unterherrschaft Erp
Im 16. Jahrhundert kam es immer wieder zu Streitigkeiten zwischen den Nachfolgern der Herren von Schleiden, (ab 1453) den Grafen von Manderscheid-Blankenheim einerseits und den Kölner Erzbischöfen andererseits.
Die Streitigkeiten wurden beigelegt, als 1592 der Kölner Erzbischof Ernst den Grafen Hermann von Manderscheid-Blankenheim mit Erp belehnte und alle rechtlichen Angelegenheiten, die bisher vor dem Lechenicher Gericht verhandelt worden waren, dem Erper Gericht übertrug und dem Grafen auch das Hochgericht zugestand. Der Kurfürst behielt als Landesherr das Recht auf der Landstraße und die landesherrlichen Steuern. Trotz heftiger Auseinandersetzungen der Erper Einwohner mit Graf Hermann, der ihre in einem Bauerbuch aufgezeichneten nachbarschaftlichen Rechte der Selbstverwaltung beschnitten hatte, und der Bedenken des Koadjutors Ferdinand belehnte Kurfürst Ernst 1609 dessen Nachfolger Graf Arnold von Manderscheid und Blankenheim. Seit der Zeit war Erp eine Unterherrschaft im Amt Lechenich, deren Gerichtssitz der Schleidenhof war.

#### Burgen und große Höfe

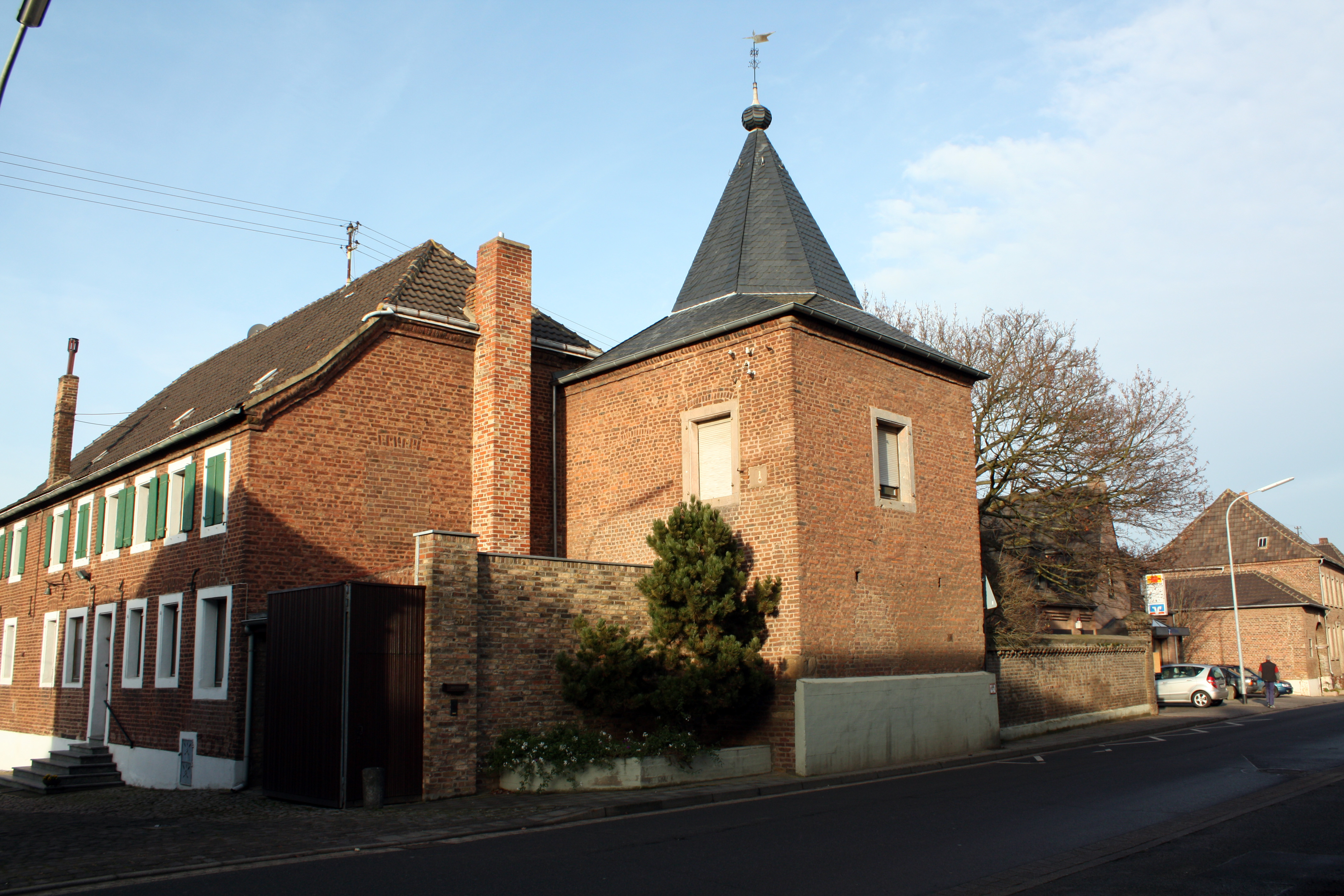
Schleidenhof mit altem Gefängnisturm

In Erp lagen am Bach vier Wasserburgen, die von Grafen von Manderscheid und Blankenheim zu Lehen gingen. Ihre Wassergräben waren vor 1800 schon bis auf einige erhaltene Weiher trockengelegt und eingeebnet.
Alte Burg
Die Stammburg des Geschlechtes Wolter von Erp war im 14. Jahrhundert eine Lehnsburg vom Erzbischof von Köln. Sie wurde in der Zeit der Fehden zerstört. Als Burgruine gelangte sie nach 1420 in den Besitz der Grafen von Manderscheid und Blankenheim, die sie mit Weihern, Dämmen, Baumgarten, Weingärten und Ländereien als Lehen vergaben. Der letzte Lehnsinhaber von Saffenberg tauschte die „Alte Burg“ mit dem Grafen von Manderscheid und Blankenheim gegen den Scheppstattshof. Der Graf verkaufte die Burg, die aus der Lehnbarkeit freigekauft worden war, im Jahre 1700 an die Erper Familien Horrichem und Krewel.
Burghof
Lehnsinhaber der Burg waren im 16. Jahrhundert die Herren von Schlenderhan und danach die Herren von Reuschenberg, die im Jahre 1608 den „Burghoff“ mit Haus und Hofgebäuden, Weihern, Gärten und Ackerland an den Abt von Siegburg verkauften.
Velbrücker Burg
Die Burg, auch Velbrücker Hof genannt, kam durch Heirat an die von Velbrück, nach denen sie im 16. Jahrhundert benannt war. Den von Wassergräben umgebenen landtagsfähigen Rittersitz erwarb nach mehrmaligem Besitzwechsel 1724 die Witwe Engelberg aus Köln, die den „Roechhof“ aus der Lehnbarkeit freikaufte. Der Hof blieb bei den Nachkommen, von denen er 1819 testamentarisch dem Kölner Waisenhaus vermacht und danach von der Kölner Armenverwaltung übernommen wurde.
Zweiffelsburg
Der Scherffgenshof wurde im 16. Jahrhundert nach den damaligen Besitzern Zweiffelsburg genannt. Von der 1571 von Wassergräben umgebenen Burg, deren Gebäude 1586 als auch 1642 eingeäschert worden waren, standen 1737 lediglich noch die Fundamente. Die Burg war aus der Lehnbarkeit freigekauft und veräußert worden.
Schleidenhof
Der bedeutendste der Erper Höfe war der Schleidenhof. Die Grafen von Manderscheid und Blankenheim fassten im 16. Jahrhundert drei Fronhöfe, die zur Herrschaft Schleiden gehörten, zum Schleidenhof zusammen. Es waren der Schleidenhof und zwei von Johann von Schleiden im Jahr 1373 von den Edelherren von Gladbach erworbene Höfe.
Die meisten Erper Einwohner waren dem Hofgericht des Schleidenhofes verpflichtet, da sie Ackerland bearbeiteten, das dem Grafen von Manderscheid und Blankenheim grundpachtpflichtig war. Aber auch an andere Herren waren Abgaben und gegebenenfalls eine Kurmut zu zahlen. Auf dem Schleidenhof wurde in strittigen Rechtsfällen geurteilt, Strafen verhängt, Verkäufe, Vererbungen und Neuvergabe von Land von vereidigten Hofgeschworenen beurkundet. Nach 1592 übte ein Amtmann als Vertreter des Grafen zusammen mit Schultheiß und Schöffen die Jurisdiktion aus. Der Hof, dessen Größe bei der Vermessung 1660 mit 300 Morgen Ackerland angegeben wurde, war wie die übrigen Adelshöfe verpachtet.
Im Laufe der Zeit wurden Adelsgüter geteilt, und es entstanden neue Höfe. Adelige und Klöster erwarben Bauerngüter; andererseits gelangten ehemalige Adelsgüter in bäuerlichen oder in kirchlichen Besitz, wie das Gürtzgensgut, das als Scheppstattshof mit dem Oleshöfchen im Jahr 1780 an das Kölner Stift St. Georg verkauft wurde, und der „Obere Pützhof“, der 1755 an die Karmelitinnen in der Kupfergasse ging.
Das Hofgericht des Stiftes St. Andreas tagte im 18. Jahrhundert noch auf dem Hahnenhof, dessen Güter jedoch nur zum Teil dem Stift gehörten.

#### Lebensverhältnisse
Erp war wie andere Dörfer im Mittelalter mit einem Graben und einer Dorfhecke umgeben. Schon um 1600 war der Graben eingeebnet und die Dorfhecke wies Lücken auf. Die „Falder“ (Tore) waren in den Kriegszeiten zerstört und nicht wieder aufgebaut worden. Zum Schutz vor Überfällen richteten die Bewohner Nachtwachen ein.

##### Landwirtschaft
Die Ortschaft war in dieser Zeit ausschließlich landwirtschaftlich geprägt. Bis in die Mitte des 16. Jahrhunderts wurde sogar in Weingärten bei Erp Wein angebaut. Bei der auf Anordnung des Koadjutors Ferdinand erfolgten Erfassung im Jahre 1602 wurden 62 Bauernhäuser, acht Häuschen und 18 große Höfe verzeichnet, von denen die meisten wiederum anderen Höfen abgabenpflichtig waren. Auf kurfürstlichen Befehl erfolgte im Jahr 1660 eine Vermessung des Grundbesitzes mit der steuerlichen Erfassung 1666. Es wurden 16 große Höfe, überwiegend in adeligem oder geistlichem Besitz, erfasst. Dazu kamen noch vier größere Ländereien ohne Hofgebäude. Die adeligen und geistlichen Besitzer, die in der Regel nicht in Erp wohnten, ließen die Höfe von Pächtern, „Halfen“ genannt, bewirtschaften. Ferner wurden parzellierte Grundstücke an die Einwohner verpachtet. Die Rechtslage war reichlich kompliziert und auch für die Zeitgenossen nicht immer eindeutig.

##### Belastungen durch Kriege und Brände
Im Laufe der Jahrhunderte hatte Erp wiederholt bei kriegerischen Auseinandersetzungen und durch Brände große Schäden erlitten, so 1586 im truchsessisch/niederländischen Krieg. 1642 wurde Erp bei der Belagerung Lechenichs durch hessische, weimarische und französische Söldner wieder in Brand gesteckt, wobei auch die Kirche ausbrannte und die Glocken schmolzen. Als französische Verbündeten des Kölner Kurfürsten Max Heinrich Erp überfielen und Häuser anzündeten, zahlten die Dorfbewohner beim Abzug der Franzosen 1689, um weiterer Brandstiftung abzuwenden, insgesamt 90 Reichstaler.
Die Einwohner der Unterherrschaft Erp blieben von Einquartierung, Hand- und Spanndiensten, Fourageleistungen, Kontributionen und Serviceleistungen nicht verschont.

### Französische Zeit

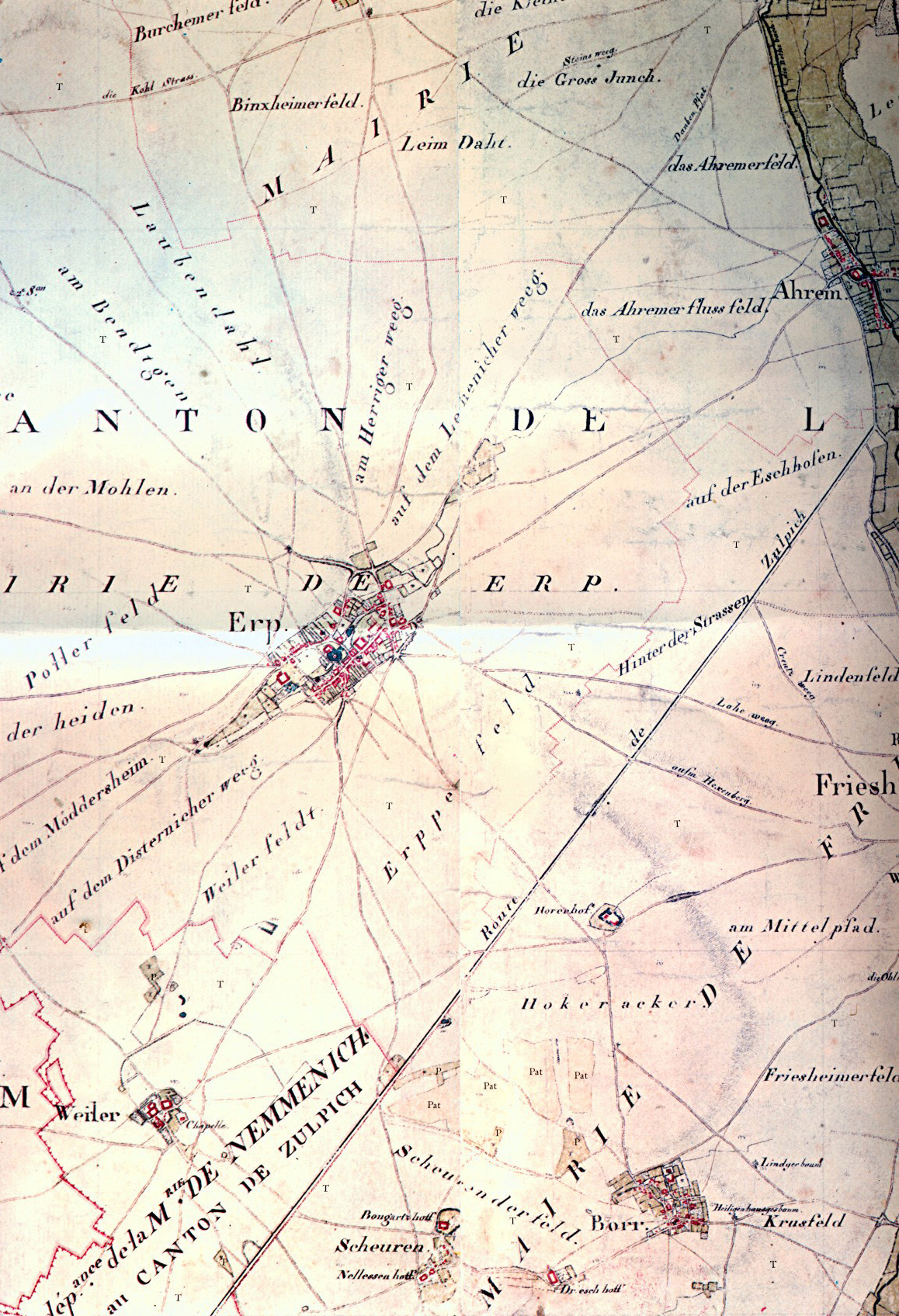
Erp auf der Tranchot-Karte mit Römerstraße

Am 14. Oktober 1794 marschierten französische Truppen in Erp ein. Erp wurde rasch in das französische Verwaltungssystem eingegliedert. 1798 entstand der Kanton Lechenich, 1800 die Bürgermeisterei („mairie“) Erp, die ebenfalls Dorweiler und Pingsheim umfasste. Neben der Verwaltung wurde das Rechtssystem nach französischem Muster umgestaltet.
Mit dem Frieden von Lunéville vom Februar 1801 wurde Erp dann, wie das gesamte linke Rheinufer auch, staatsrechtlich Frankreich einverleibt, ein Zustand, der bis 1814 andauern sollte.
Im Jahre 1801 hatte der Ort 765 Einwohner, darunter vier jüdische Familien mit 18 Personen.
Die „Franzosenzeit“ hatte tiefgreifende und nachhaltige Auswirkungen auf die Verhältnisse im Dorf. Die Herrschaft der Manderscheider verschwand ebenso wie die des Erzbischofs und Kurfürsten von Köln. Die geistlichen Besitzungen wurden in der Säkularisation 1802 enteignet, in den folgenden Jahren versteigert und gelangten so in Privatbesitz. In Erp waren davon sieben große Höfe aus geistlichem Besitz und dazu Ländereien mehrerer Klöster betroffen. Der Schleidenhof wurde als reichsfürstlicher Besitz enteignet. 1807 erwarb ihn ein Graf Wickenberg, genannt Stechinelli, aus Wien, der den Hof weiterverkaufte.

### 19. und 20. Jahrhundert
Den Franzosen folgten die Preußen, denen 1815 auf dem Wiener Kongress das Rheinland zufiel. Erp gehörte fortan zur neu geschaffenen Rheinprovinz. Das von den Franzosen eingeführte Rechts- und Verwaltungssystem wurde von den Preußen weitgehend übernommen. Erp blieb Bürgermeisterei im Kreis Lechenich, der 1827 in Kreis Euskirchen umbenannt wurde. Diese administrative Struktur sollte im Großen und Ganzen nahezu 150 Jahre unverändert bleiben.
Im letzten Quartal des 19. Jahrhunderts begann die einsetzende Industrialisierung, das Leben in Erp zu verändern. In der nur 10 km entfernten Ville sowie im nahe gelegenen Zülpich wurden Braunkohletagebaue aufgeschlossen. Mehr und mehr fanden Erper Arbeitsmöglichkeiten außerhalb des Ortes und außerhalb der Landwirtschaft. 1894 erhielt Erp Anschluss ans Schienennetz: Die Euskirchener Kreisbahnen verbanden Erp mit der Kreisstadt Euskirchen und dem Bahnhof Liblar mit Anschluss nach Köln. Der Bahnanschluss erlaubte erstmals, landwirtschaftliche Produkte in größeren Mengen über das nähere Umfeld des Ortes hinaus zu transportieren und zu verkaufen. Der Zuckerrübenanbau, bis heute Hauptstandbein der Erper Landwirtschaft, nahm damals seinen Anfang.
Am 30. November 1944 war Erp Ziel eines Bombenangriffs, der verheerende Auswirkungen hatte. Da sich in der Region um Düren, Euskirchen und Bergheim Truppen für die Ardennenoffensive sammelten, wurde Erp zusammen mit weiteren Ortschaften als „defended village“ („verteidigtes Dorf“) eingestuft und als Nachschubdepot für die Truppen klassifiziert. Der erste gezielte Angriff startete am Morgen des 30. November von einem Flughafen in der Nähe von Paris durch die 9. US-Bomberdivision, bestehend aus 39 Flugzeugen vom Typ Martin B-26 Marauder, die gegen Mittag insgesamt 485 250-Pfund und vier 400-Pfund-Bomben über Erp abwarfen und damit Erp zu großen Teilen zerstörten. Am Nachmittag wurde ein zweiter Angriff gestartet, bei dem allerdings aufgrund von Flakbeschuss die Bomben teilweise im Umland und teilweise bereits bei Poll abgeworfen wurden. Anfang März 1945 wurde Erp von amerikanischen Truppen eingenommen und wurde einige Zeit später Teil der britischen Besatzungszone. Im August 1946 kam Erp zum neu gegründeten Land Nordrhein-Westfalen.
Am 1. Juli 1969 wurde Erp ein „Stadtteil“ der neu geschaffenen Stadt Erftstadt, einem Zusammenschluss größerer und kleinerer Orte rechts und links der Erft. 1975 wurde Erftstadt vom Kreis Euskirchen an den neuen Erftkreis abgetreten, der 2003 in „Rhein-Erft-Kreis“ umbenannt wurde.

#### Wirtschaftliche Entwicklung
Die Landwirtschaft war über Jahrhunderte der dominierende Wirtschaftsfaktor im Ort. Der Großteil der Bevölkerung arbeitete entweder direkt in landwirtschaftlichen Betrieben oder in deren Umfeld. Zu Beginn des 20. Jahrhunderts gab es noch etwa 70 Bauernhöfe in Erp. Dies hat sich mittlerweile komplett gewandelt. Zwar wird die Landwirtschaft in der Gemarkung nach wie vor intensiv betrieben und nahezu jede Fläche außerhalb des Dorfes wird landwirtschaftlich genutzt, aber die Zahl der Betriebe ist drastisch gesunken, und als Arbeitgeber für die örtliche Bevölkerung spielt die Landwirtschaft kaum mehr eine Rolle. Es gibt nur noch ein knappes Dutzend Vollerwerbsbetriebe sowie eine Reihe von Nebenerwerbsbetrieben, wobei die Übergänge fließend sind. Fremdarbeitskräfte auf Vollzeitbasis gibt es in der Erper Landwirtschaft überhaupt nicht mehr. Die Arbeit wird vom Betriebsleiter selbst mit immer größeren Maschinen erledigt. Arbeitsspitzen werden durch mithelfende Familienangehörige oder Saisonarbeitskräfte bewältigt. Auch landwirtschaftliche Zulieferer- oder Abnehmerbetriebe sind nach und nach verschwunden. Wo sich vormals ein Landwarenhändler befand, findet sich nun eine Trödelhalle. Die Werkstatt des Landmaschinenhändlers wurde in Wohnungen umgewandelt. Die Rübenverladestation am Ortsrand, neben der sich im Herbst einst hohe Zuckerrübenberge türmten, ist schon lange abgebaut. All diese funktionalen Stellen sind aus dem Ort verschwunden und werden von größeren Einheiten überörtlich wahrgenommen.
Die allermeisten Erper arbeiten heute als Pendler außerhalb des Ortes vorwiegend in der nahen Großstadt Köln oder in deren Peripherie. Trotzdem ist Erp keine reine Wohngegend: Größter Arbeitgeber ist heute ein Kies- und Recyclingunternehmen; darüber hinaus schufen eine Reihe von Geschäften, Dienstleistungs- und kleineren Handwerksbetrieben einige Arbeitsplätze am Ort.

#### Einwohnerentwicklung
| Jahr      | 1816  | 1825  | 1828  | 1843  | 1858  | 1864  | 1867  | 1871  | 1885  | 1890  | 1895  | 1900  | 1905  | 1910  | 1919  | 1925  | 1933  | 1939  | 1946  | 1950  | 1956  | 1961  | 1967  |
| --------- | ----- | ----- | ----- | ----- | ----- | ----- | ----- | ----- | ----- | ----- | ----- | ----- | ----- | ----- | ----- | ----- | ----- | ----- | ----- | ----- | ----- | ----- | ----- |
| Einwohner | 1.474 | 1.477 | 1.442 | 1.736 | 2.090 | 2.206 | 2.194 | 2.127 | 2.232 | 2.185 | 2.311 | 2.234 | 2.260 | 2.153 | 2.141 | 2.171 | 2.167 | 2.020 | 2.139 | 2.342 | 2.314 | 2.261 | 2.275 |

#### Die Bürgermeister von Erp
Das Bürgermeisteramt in Erp wurde, wie auch in den Nachbarorten, zur Mitte des 19. Jahrhunderts eingeführt. 1865/66 entstand das Bürgermeisteramt in Erp an der Rathausstraße 34 nach Plänen des Kommunalbaumeisters Friedrich Karl Schubert aus Bonn. Es wurde als zweistöckiger Backsteinbau mit „Bürgermeisterei-Lokal und Lehrerwohnung“ errichtet.
1944 wurde das Bürgermeisteramt Erp zerstört, ab 1948 war Erp Teil des Amtes Lechenich.
| von  | bis  | Name                            |
| ---- | ---- | ------------------------------- |
| 1800 | 1817 | Jean Wirtz                      |
| 1817 | 1837 | Hermann Joseph Komp             |
| 1837 | 1849 | Hilger Pütz                     |
| 1849 | 1865 | Caspar Harzheim                 |
| 1865 | 1875 | Johann Kiel                     |
| 1875 | 1875 | Theodor Bachem                  |
| 1875 | 1908 | Franz Busbach                   |
| 1909 | 1919 | Karl Joseph Reith               |
| 1919 | 1920 | Josef Steinbüchel               |
| 1921 | 1933 | August Färvers                  |
| 1934 | 1945 | Paul Geile                      |
| 1945 | 1945 | Heinrich Lennartz               |
| 1945 | 1945 | Heinrich Kerp                   |
| 1945 | 1946 | Heinrich Oepen                  |
| 1946 | 1948 | Richard Fellmann (ehrenamtlich) |

### Pfarrkirche St. Pantaleon

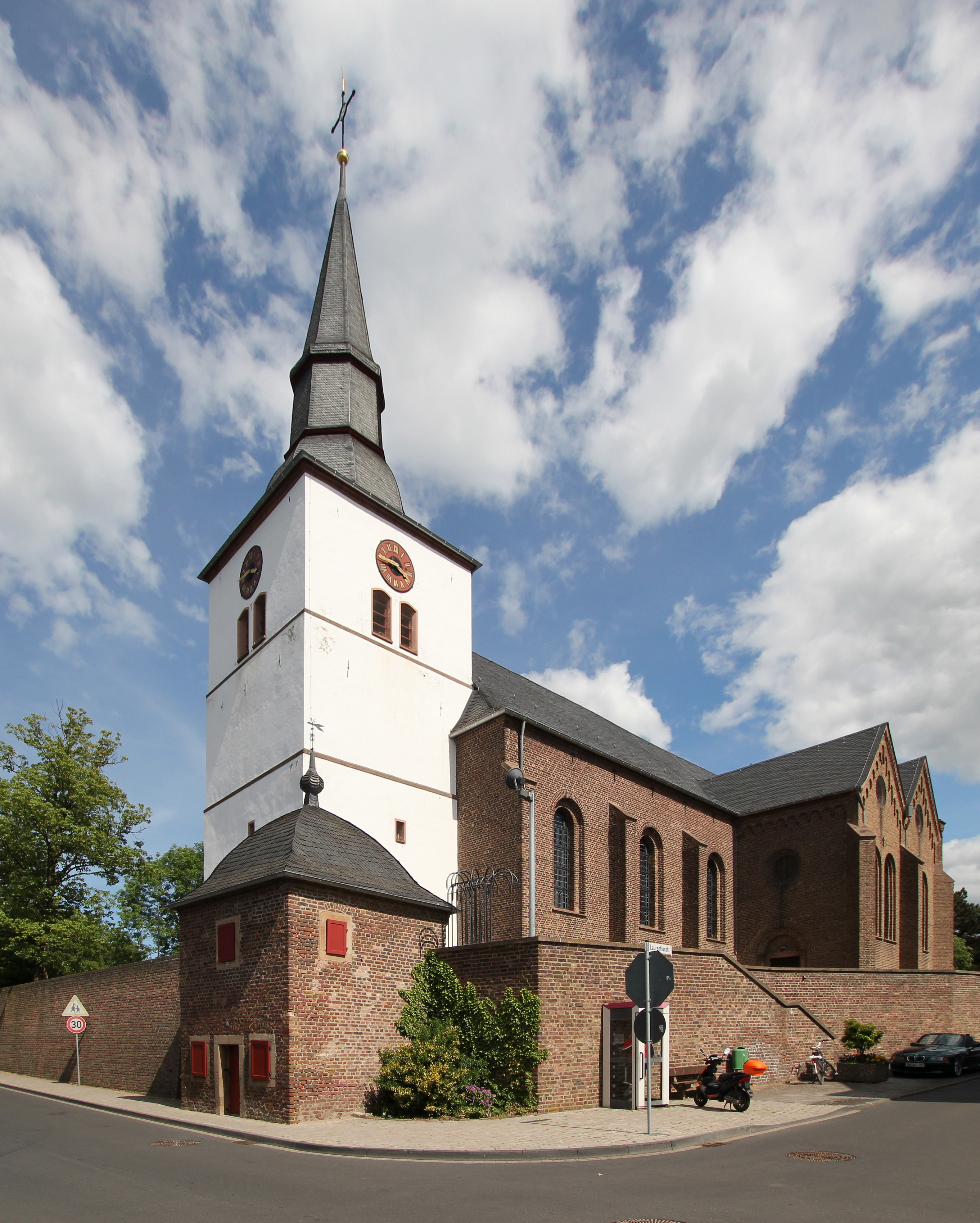
Pfarrkirche St. Pantaleon mit Wachhaus (2011)

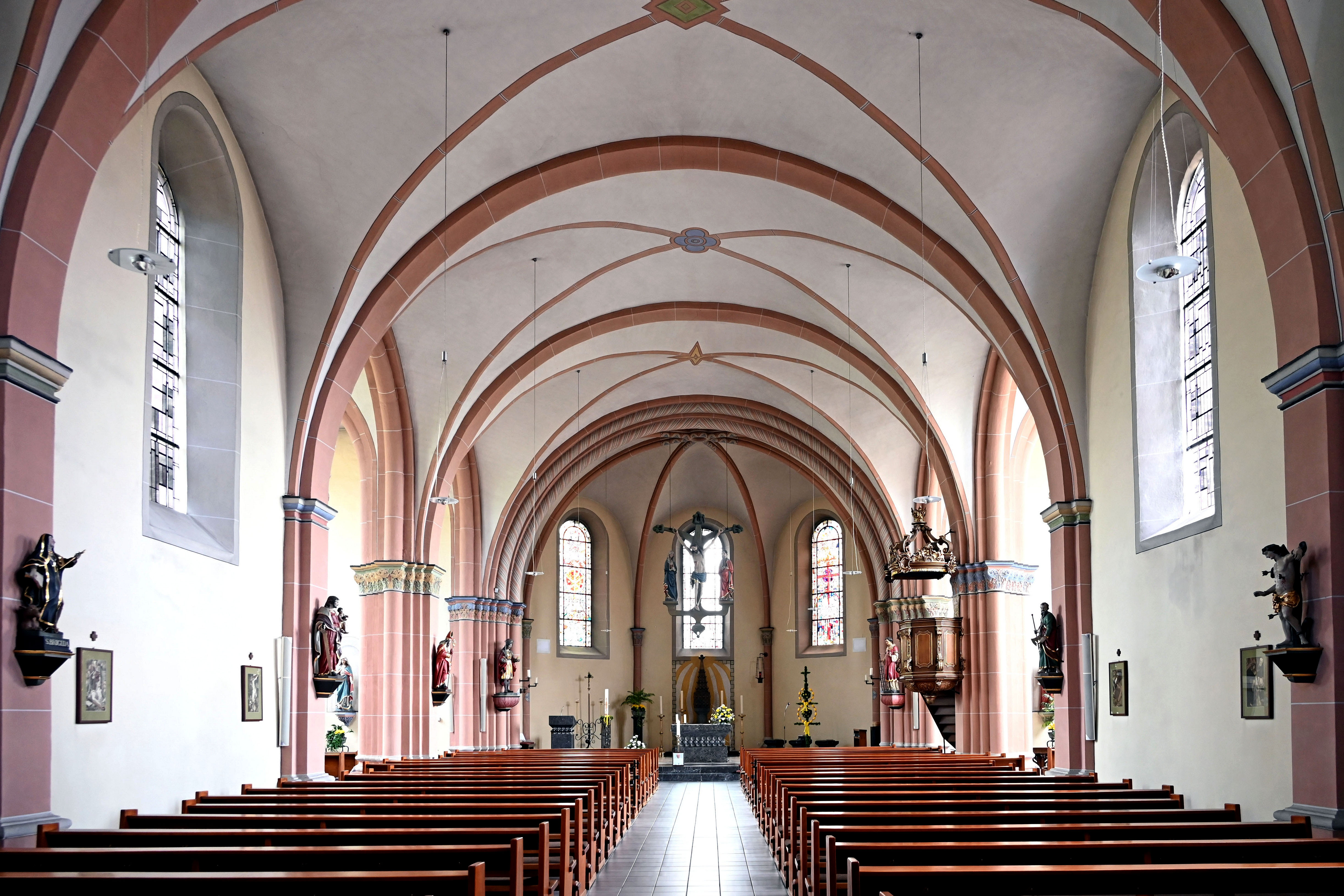
St. Pantaleon, Innenansicht

Die Pfarrkirche liegt zusammen mit ihrem Pfarrhaus und den Gebäuden eines Kindergartens auf einem erhöhten von einer Mauer abgefangenem Areal. In dieses Ensemble ist unterhalb der Kirche ein doppelstöckiges Wachhaus aus dem Jahre 1752 integriert.
Im Laufe ihrer Geschichte musste die Kirche mehrfach ganz oder teilweise neu gebaut werden. Beginnend mit den Zerstörungen im truchsessischen Krieg über die Brandlegung anlässlich der Belagerung Lechenichs 1642, einem weiteren Brand im Jahre 1736 mit Neubau von 1753 und den Erweiterungen von 1872 bis zu den erheblichen Beschädigungen während eines Luftangriffs im Zweiten Weltkrieg (November 1944), die erst zwischen 1949 und 1953 wiederhergestellt werden konnten.
Zur Innenausstattung gehören eine im Chorbogen hängende Kreuzigungsgruppe aus dem 14./15. Jahrhundert und das Altarbild aus der ehemaligen Laurentiuskapelle. Das Bild, ein Gemälde aus dem 17. Jahrhundert, hängt im Altarraum. Die Klais-Orgel von 1901 wurde 2011 von Hugo Mayer Orgelbau restauriert und dem ursprünglichen Klangbild wieder angeglichen.
Ergebnis dieser wechselvollen Geschichte ist eine Kirche von beachtlicher Größe mit einem (im Kern spätgotischen) Turm von 1753 und einem Saalbau, dessen Langhaus trotz des Erweiterungsbaus seinen barocken Charakter erhalten hat.

## Heutiges Ortsbild
Mittelpunkt des Ortes ist die Kirche St. Pantaleon mit ihrem stattlichen weißen Turm, der hoch über das Dorf hinausragt und ein weithin sichtbares Erkennungszeichen Erps ist.
Daneben prägt eine Vielzahl von großen und kleineren Höfen bis heute das Ortsbild, wobei allerdings nur noch einen Teil dieser Bauernhöfe landwirtschaftlich genutzt wird. Viele Ställe, Scheunen und Schuppen sind mittlerweile zu Häusern und Wohnungen umgebaut worden. Die Hofgebäude stammen in der Regel aus dem 18. oder 19. Jahrhundert und sind typischerweise mit Feldbrandziegeln gebaut worden. Ein schönes Beispiel dafür ist der mitten im Ort unweit der Kirche gelegene Schleidenhof, ein klassischer Vierkanthof, dessen Wohnhaus aus dem Jahre 1746 stammt. Ein weiteres Beispiel ist der Nachfolgebau des Velbrücker Hofs, der Christinenhof, dessen älteste Teile im Jahre 1748 erbaut wurden.

Schleidenhof
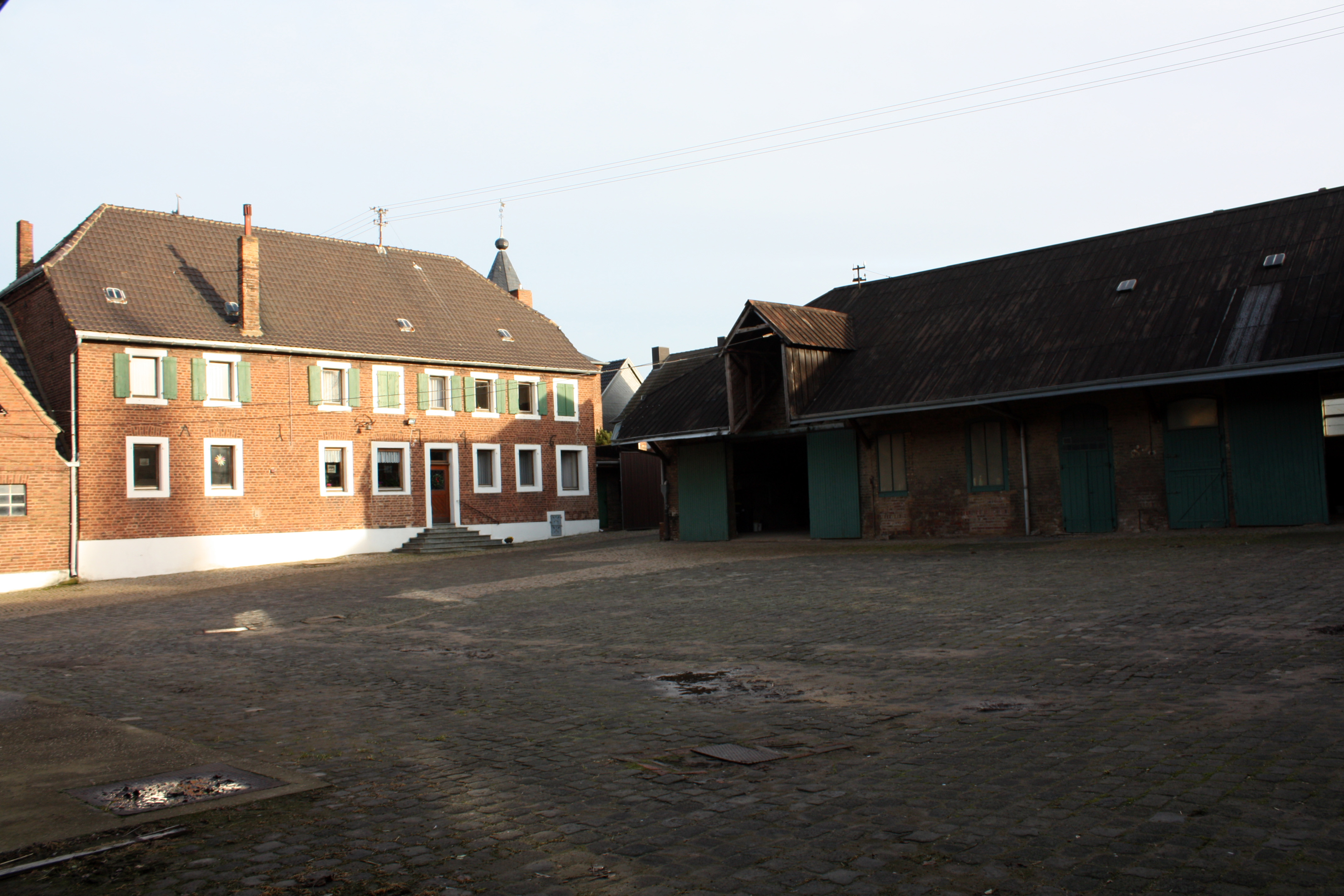
Innenhof und Wohnhaus
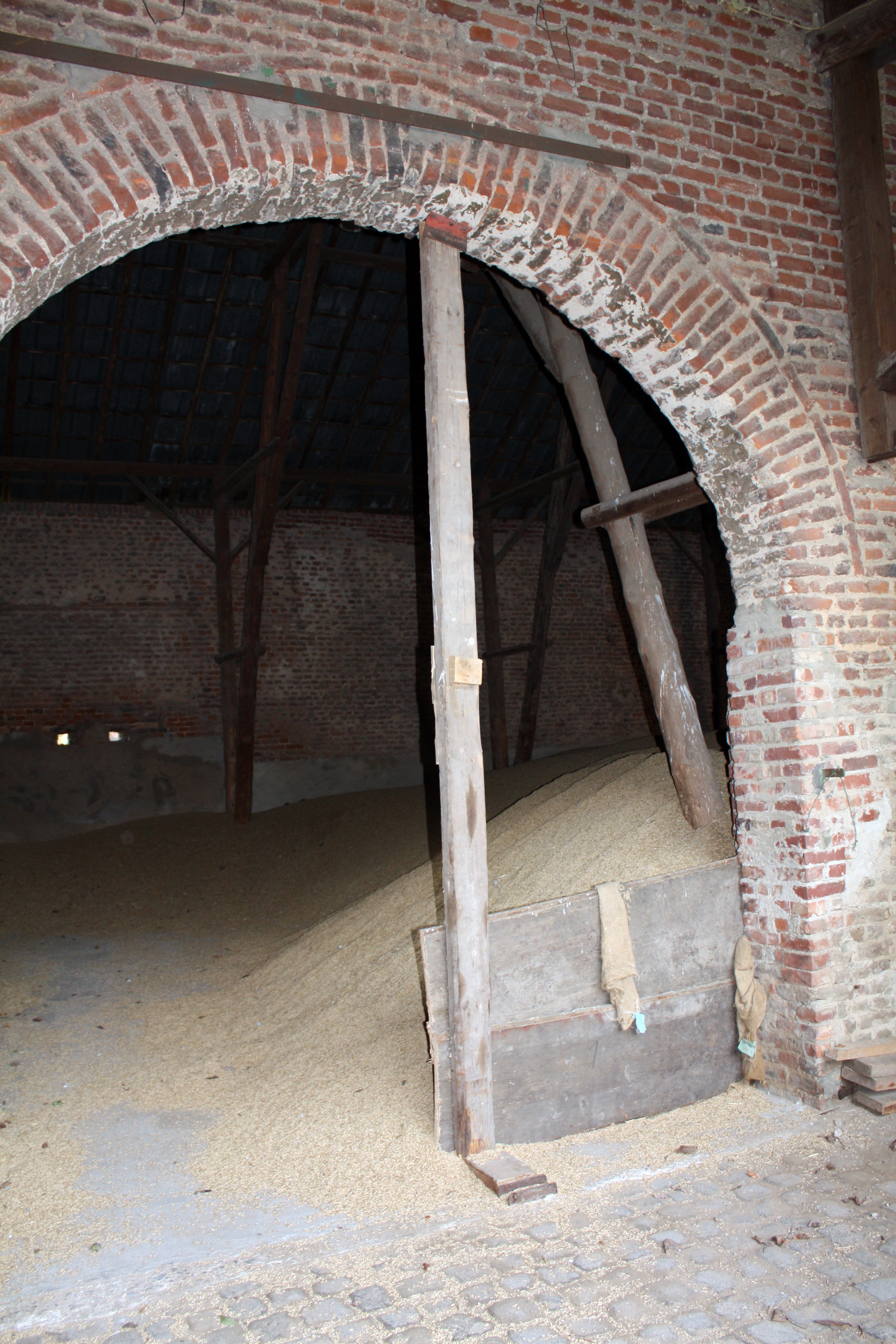
Tor zum Speicher
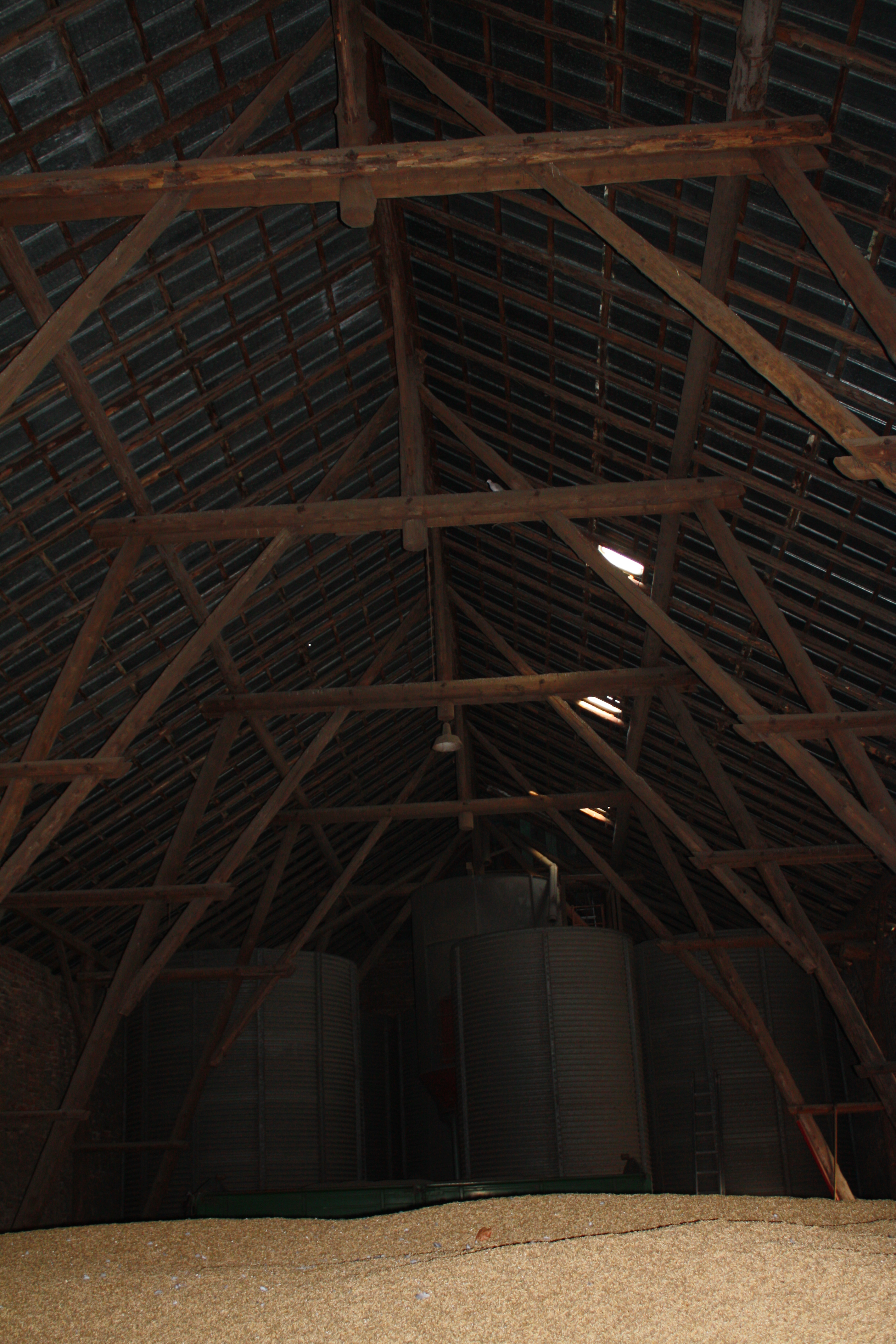
Ernte 2008
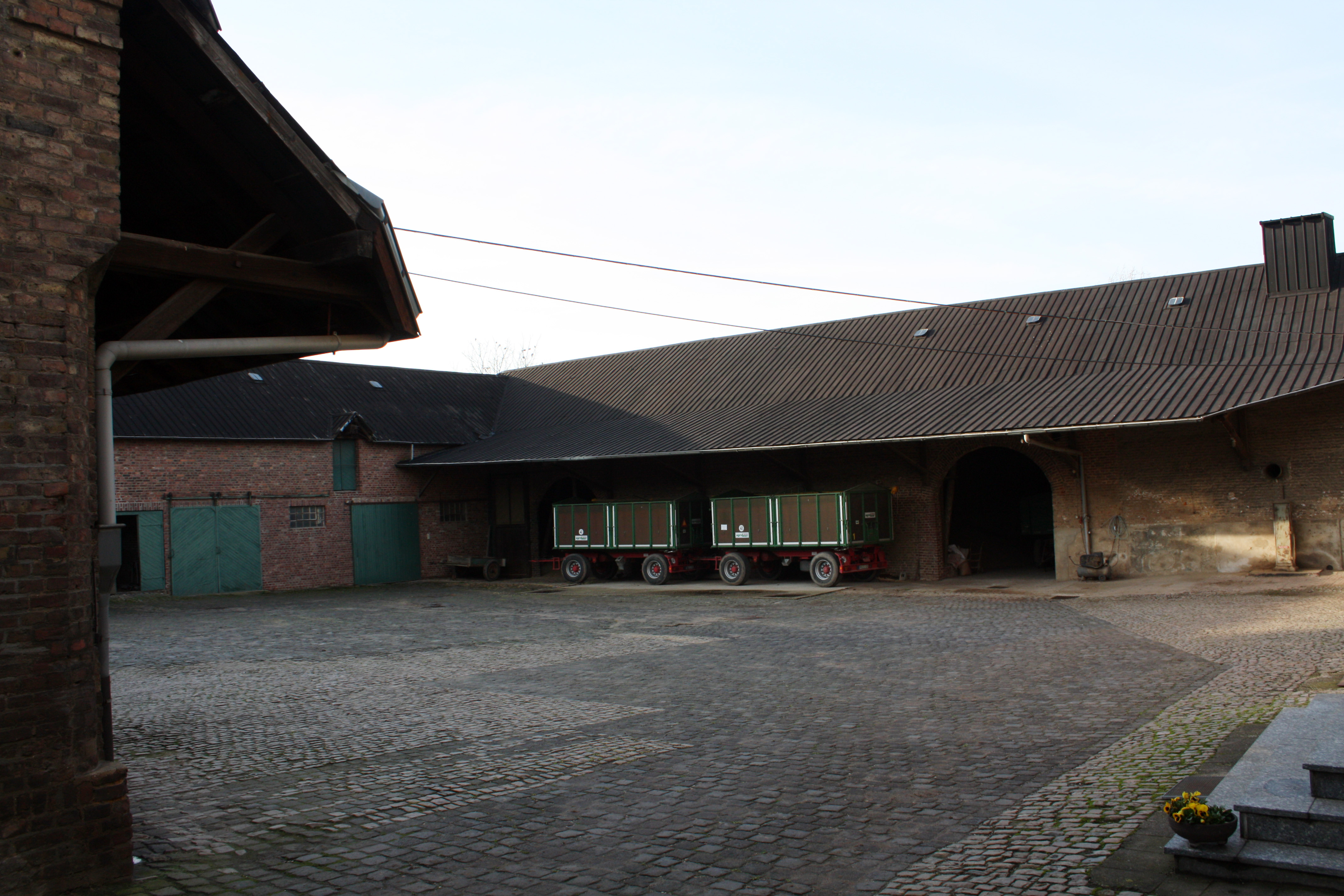
Vierkanthof

Dort, wo sich heute das Gebäude der Raiffeisenbank befindet, stand vormals unmittelbar neben dem Schleidenhof die Laurentiuskapelle. Sie wurde 1838 wegen Baufälligkeit abgerissen und an ihrer Stelle ein Schulgebäude nach Plänen des Baurats Schubert errichtet. In einigen Räumen war in der zweiten Hälfte des 19. Jahrhunderts eine Präparandie eingerichtet.
Rechts und links der Erpa zieht sich ein grünes Band aus Wiesen und Gärten durch den Ort. Parallel zur Erpa verlaufen die beiden wohl ältesten Straßen des Ortes, die Luxemburger Straße (früher Marktstraße) und die Hochstraße (früher Hundsstraße).
Wie in fast allen Orten der Umgebung sind ab den 1960er Jahren zahlreiche Neubauten – in der Regel freistehende Einfamilienhäuser – am Ortsrand entstanden. Der durchaus große alte Ortskern ist jedoch weiterhin prägend für das Dorf.

### Brauchtum und Vereine

#### Prozession nach Zülpich
Die älteste schriftlich belegte Prozession in Erftstadt, die schon über 500 Jahre besteht, ist die alle sieben Jahre stattfindende Prozession von Erp nach Zülpich.
Knapp zwei Jahrzehnte nach der 1469 gegründeten Zülpicher Marienbruderschaft zog im Jahre 1488 eine erste Prozession von Erp nach Zülpich zur Verehrung der schmerzhaften Muttergottes in der Marienkirche. Initiator war der Vikar der Laurentiuskapelle, Martin Raett, ein Mitbegründer der Zülpicher Marienbruderschaft. Die Prozession nahm ihren Ausgang von der Laurentiuskapelle, genannt die „Klus“. In dem Jahre gab der Kellner des Grafen erstmals für die Prozession ein Paar „tortyssen“ (Wachsfackeln) in die „Klus“, wie es fortan alle sieben Jahre geschehen sollte. 1698 wurde die Prozession neu organisiert und eine neue Prozessionsordnung verfasst.
Nach dem Abbruch der Laurentiuskapelle zog die Prozession von der Pfarrkirche in Erp nach Zülpich zur schmerzhaften Muttergottes, deren Bild sich heute in der St. Peterskirche in Zülpich befindet.
In letzter Zeit fand die Prozession wegen des hohen Verkehrsaufkommens auf der öffentlichen Straße auf dem Hinweg in Begleitung durch die Polizei statt, die Rückfahrt nach Erp erfolgte mit einem Bus.

#### Vereinsleben
Fester Bestandteil des Lebens in Erp ist der Karneval, der bereits im 19. Jahrhundert ausführlich dokumentiert wurde. Die Karnevalsgesellschaft KG 111 organisiert in jedem Jahr die „Session“ mit zahlreichen Veranstaltungen und dem Rosenmontagszug als Höhepunkt. Eine weitere Säule des Erper Vereinswesens ist der Fußballverein VfL (Verein für Leibesübungen) Erp von 1927/32, der 1985 an der Hauptrunde des DFB-Pokals teilnahm. Darüber hinaus gibt es zahlreiche weitere Vereine und Gruppen wie den seit 1976 aktiven Motorsportclub, den Gartenbau- und Verschönerungsverein, den Kirchenchor St. Pantaleon, den Kinderchor, Wagenbaugemeinschaften, RSC (Radsportclub) Südwind Erp usw. In Erp ansässig sind außerdem der Modellbauverein Erftstadt sowie der Tanzsportclub Erftstadt. Die traditionsreiche St. Sebastianus Schützenbruderschaft hat sich 2016 wegen Nachwuchsmangel aufgelöst.

#### Erper Dialekt
Eine Besonderheit ist der Erper Dialekt mit seinem rollenden „R“, der über einige Jahre hinweg von der Bonner Universität erforscht wurde und Gegenstand einer empirischen Studie ist.

### Baudenkmäler
- Waschhaus mit Pumpe von 1853

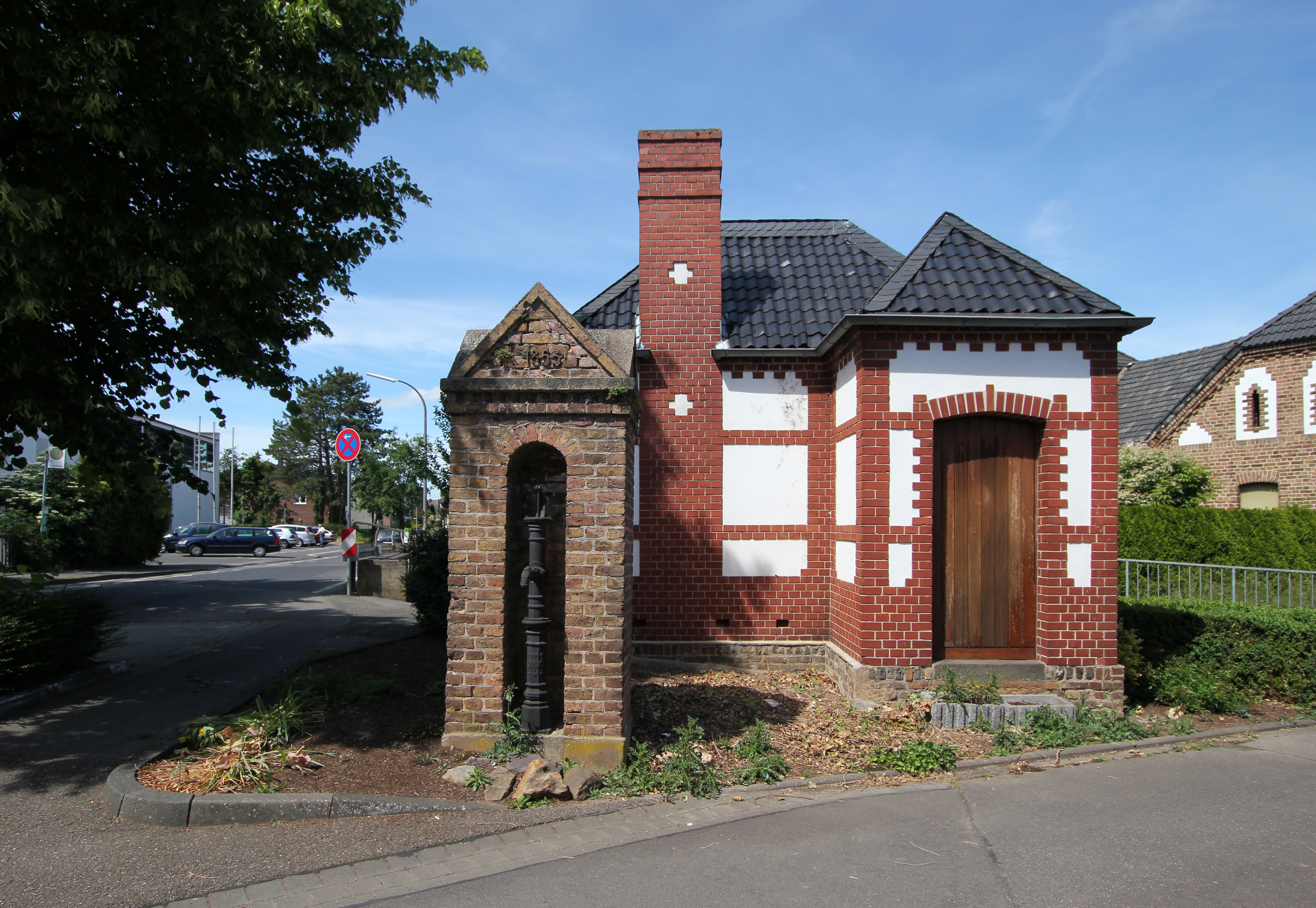
Waschhaus und Pumpe von 1853

- Das wertvolle romanische Erper Kreuz wurde von Provinzialkonservator Paul Clemen erworben und wird heute im Diözesanmuseum aufbewahrt.
- Auf dem Judenfriedhof an der Landstraße 162 stehen heute nur noch sieben Grabsteine. Seit 1952 befindet sich der jüdische Begräbnisplatz von Erp im Besitz der Jewish Trust Corporation.

### Infrastruktur
Erp ist mehrfacher Preisträger des Wettbewerbs Unser Dorf hat Zukunft (bis 1997: Unser Dorf soll schöner werden) und hat so die Grundlage für einen lokalen bescheidenen Tourismus gelegt.

#### Verkehr
Erp liegt an der B 265, die es über Lechenich und Liblar mit Köln und über Zülpich mit Trier verbindet. Der Ort wird im öffentlichen Personennahverkehr durch Buslinien des VRS und ein Anrufsammeltaxisystem bedient.
| Linie | Betreiber | Verlauf |
| ----- | --------- | --- |
| 807   | RVK       | Euskirchen Bf – Frauenberg – Oberwichterich / (← Oberelvenich ← Rövenich ← Niederelvenich) – Wichterich – Mülheim – Niederberg – Borr – (Scheuren ← Weiler in der Ebene ← Erp ←) Friesheim – Ahrem – Lechenich – Frauenthal – Liblar – Erftstadt Bf |
| 974   | REVG      | Stadtverkehr Erftstadt |
| 979   | REVG      | Hürth-Hermülheim (Stadtbahn) – Liblar – Erftstadt Bf – Frauenthal – Lechenich – (Ahrem → Friesheim →) Erp (– Weiler in der Ebene – Zülpich) |
| 984   | RVK       | Swisttal / Erftstadt / Zülpich – Weilerswist |

Die nächsten Anschlussstellen sind Erftstadt an der A 1/61 und seit 2011 Weilerswist West an der A 1. Sie liegen jeweils 7 Kilometer vom Ort entfernt.

#### Bildung

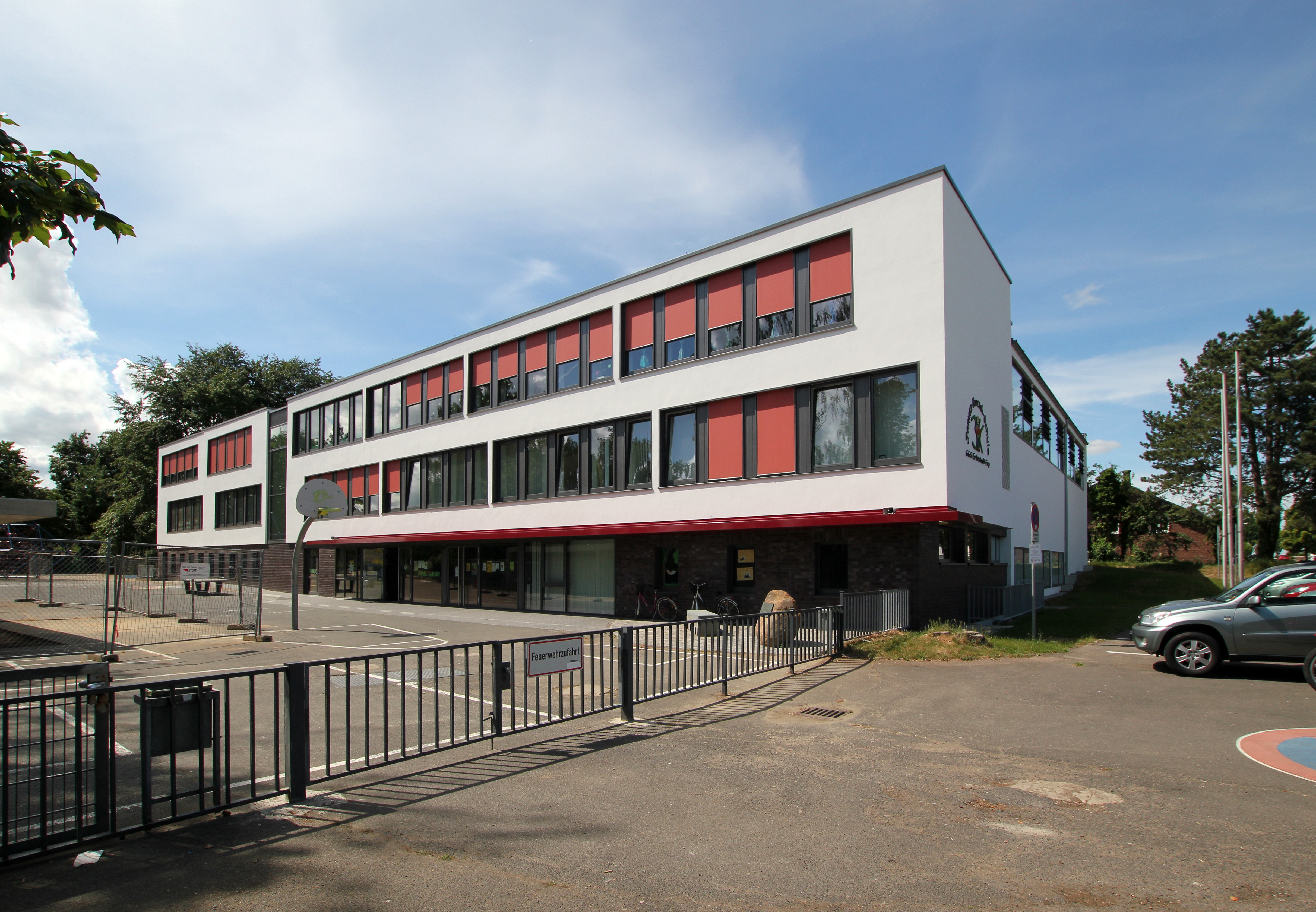
Janusz-Korczak-Schule

Erp hat einen Kindergarten, die Kindertagesstätte St. Pantaleon, mit 75 Plätzen sowie eine Grundschule, die Janusz-Korczak-Schule, die von rund 320 Schülern aus Erp, Friesheim, Niederberg und Borr besucht wird. Weiterführende Schulen in Lechenich, Zülpich und Weilerswist sind mit dem Schulbus erreichbar. Die Pfarrgemeinde unterhält im Pfarrzentrum eine Bücherei.

### Politik
Ortsbürgermeisterin ist seit April 2020 Cornelia Hütten (CDU).
Bei der letzten Kommunalwahl zum Rat der Stadt Erftstadt (September 2020) wurde in Erp wie folgt gewählt:
| Partei | Anzahl Stimmen |
| ------ | -------------- |
| CDU    | 557            |
| SPD    | 240            |
| GRÜNE  | 149            |
| FDP    | 104            |
| FW     | 61             |
| Linke  | 32             |

### Persönlichkeiten
Auf Grund des Tauschvertrages von 1539 wirkten fast 300 Jahre Kanoniker aus dem Kloster Steinfeld als Pfarrer in Erp. Deren Wirken veranlasste immer wieder junge Männer aus Erp, ins Steinfelder Kloster einzutreten. Zwei davon haben weit über das Kloster hinaus Bedeutung erlangt:
- Johannes Horrichem (1598–1661) wurde in Erp geboren. Er leitete ab 1631 als Abt Norbert das Kloster Steinfeld. Als enger Vertrauter des damaligen Nuntius Fabio Chigi, des späteren Papstes Alexander VII., avancierte er zum einflussreichen Kirchendiplomaten, der unter anderem bei den Verhandlungen zum Westfälischen Frieden mitwirkte.
- Stephan Horrichem (1607–1686), der jüngere Bruder des Johannes, war zunächst Kanoniker der Abtei Steinfeld und dann von 1635 bis 1637 Rektor des Kollegs des Prämonstratenserordens in Köln. Anschließend wurde er Prior des Klosters Reichenstein bei Monschau, das er in sehr schlechtem Zustand antraf und in dem er das Ordensleben zu neuer Blüte brachte. Im Dreißigjährigen Krieg stand er vielen Glaubensverfolgten im Monschauer Land hilfreich und unermüdlich zur Seite. Er starb am 12. August 1686 und wird bis heute als „Apostel des Venns“ verehrt. Ihm zum Gedenken wurde 1890 das 6 Meter hohe „Kreuz im Venn“ in der Nähe von Monschau errichtet.
- Jo Stolz (1923–2014) wurde in Erp geboren. Der Kunstmaler unterhielt ein Atelier auf seinem Anwesen in Erp und unterrichtete an der Volkshochschule Erftstadt. Er starb in Bedburg, wo er zuletzt in einem Pflegeheim lebte, und wurde auf dem Friedhof in Erp begraben.[53]